# Spomenka Štimec

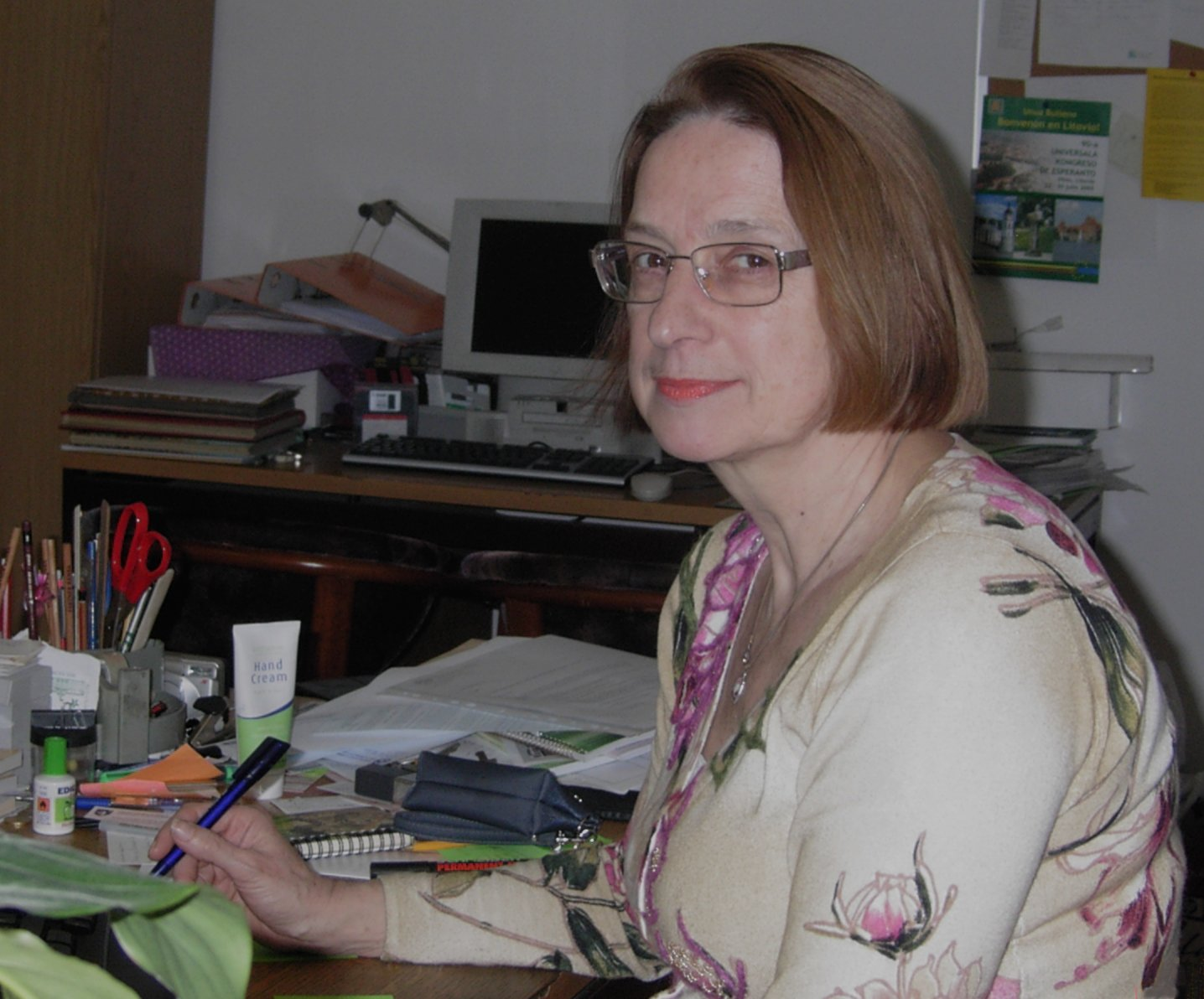
Spomenka Štimec

Spomenka Štimec (* 4. Januar 1949 in Orehovica, Kroatien) ist eine kroatische Schriftstellerin, die mit ihren literarischen Esperanto-Publikationen international eine große Popularität erlangte. Von 1983 bis 2008 war sie Sekretärin der Esperantlingva Verkista Asocio (EVA, Bund der Esperanto-Schriftsteller) und 2008 bis 2011 der Akademio Literatura de Esperanto (ALE, Literarische Akademie des Esperanto). In Hrašćina-Trgovišće (Kroatien) veranstaltet sie seit 2003 Treffen von Esperanto-Schriftstellern.

## Leben
Ihre Eltern waren der Dorfschullehrer Ivan Štimec (1924–2008) und seine Frau Rajka (* 1926, geb. Belošević). Sie besuchte die Schulen in Orehovica (1955–1956), Srašinec (1956–1959) und in Varaždin (1959–1964). Am Gymnasium von Varaždin lernte sie von 1964 bis 1967. Sie studierte an der philosophischen Fakultät der Universität Zagreb die deutsche und französische Sprache und schloss mit dem Diplom ab.
In den Jahren von 1972 bis 1994 arbeitete sie beim Internacia Kultura Servo (Internationaler Kulturdienst) in Zagreb, 1994 bis 1995 bei der Botschaft Malaysias in Kroatien und von 1995 bis zu ihrer Pensionierung 2012 als Sekretärin der Kroatischen Esperanto-Liga (KEL).

## Engagement in der Esperanto-Bewegung
Štimec erlernte Esperanto in einem Kurs am Gymnasium. Als Studentin engagierte sie sich im Studenta Esperanto-Klubo (SEK) in Zagreb. Sie gehörte von 1968 bis 1982 zu den Organisatoren der Pupteatraj Internaciaj Festivaloj (Internationales Puppentheaterfestival). Sowohl in Kroatien als auch im Ausland leitete sie Esperanto-Kurse und hielt Vorträge.
Auch nach ihrer Pensionierung blieb sie Sekretärin der KEL. Seit 1996 war sie auch Redakteurin der KEL-Zeitschrift Tempo. Von 1989 bis 1992 war sie Vorstandsmitglied des Esperanto-Weltbundes (UEA) für Kultur und regte den Tag des Buches während der Esperanto-Weltkongresse an. Sie war Sekretärin des Örtlichen Kongresskomitees für den 86. Esperanto-Weltkongress 2001 in Zagreb. Spomenka Štimec war von 1998 bis 2007 Mitglied der Esperanto-Akademie (Akademio de Esperanto).
Sie war Mitautorin des international verbreiteten Esperanto-Lehrbuchs nach der Zagreber Methode (1978), das in 33 Sprachen herauskam.
Štimec sorgte dafür, dass im Jahr 2001 die Skulptur La futuro (Die Zukunft) des dänischen Bildhauers Jesper Neergard auf dem Kennedy-Platz in Zagreb aufgestellt wurde.

## Literarisches Schaffen
Ihr bekanntestes Werk ist der Roman Schatten auf der Landschaft der Seele, der in genau gezeichneter psychologischer Innenansicht die Trennung vom Liebespartner schildert.
Der Esperanto-Schriftsteller Sten Johansson (* 1958) nennt den Roman einen „Meilenstein der esperanto-Literatur“. Er meint: „Das Talent von Spomenka Štimec besteht darin, die treffendsten und einzig bedeutungsträchtigen Details aus Tausenden Bagatellen des alltäglichen Lebens herauszufinden, konkrete Details, die beim Leser Gefühle hervorrufen, mehr als seelenlose Worte. …die Autorin erzählt in schönem und adäquatem Stil von unser aller Leben.“
Ihrem ersten Roman (1984) folgten weitere – Tena – hejmo en Mezeŭropo (1996), Tilla (2002) und Hodler en Mostar (2006).
In Tena erzählt Štimec eine Familiengeschichte, Ulrich Becker (* 1958), Schriftsteller und Verleger, mutmaßt: „Das Buch wurde in der unbestimmten Furcht geschrieben, dass mit dem Tod der Großmutter Tena und dem wachsenden Hass und Krieg die Erinnerungen, Traditionen und Wertmaßstäbe verlorengehen könnten.“ Eine Hörspielversion von Tena strahlte der japanische Radiosender NHK 2001 aus.
In dem biografischen Roman Tilla schildert sie das Leben der bedeutenden Schauspielerin Tilla Durieux (1880–1971), wobei die Jahre im Zagreber Exil und die Freundschaft zwischen der Duriex und der kroatischen Kunstsammlerin und Unterstützerin der Partisanen Gräfin Zlata Lubienski breiten Raum einnehmen.
Ihr dritter Roman spannt einen weiten Bogen, geografisch von Genf (Schweiz) bis Mostar und Sarajevo (Bosnien und Herzegowina) und zeitlich von 1901 über den 1. und 2. Weltkrieg bis zum Bosnienkrieg 1991/1992. Im Roman geht es um den Schweizer Maler Ferdinand Hodler (1853–1918) und Jeanne Charles-Cerani-Ćišić (1874–1955), Model und Geliebte des Malers und deren Kunstsammlung, die eine Galerie in Sarajevo erwarb. Unter anderem spielt auch der Sohn des Malers Hector Hodler (1887–1920) eine Rolle, der den Esperanto-Weltbund (UEA) gründete. Der Roman enthält Reales und Fiktives.
Früchte der regen Reisetätigkeit von Štimec sind die Bände mit Reiseerzählungen Geografio de miaj memoroj (Geografie meiner Erinnerungen) und Nesenditaj leteroj el Japanio (Nicht abgeschickte Briefe aus Japan). Eine Sammlung ihrer frühen Erzählungen erschien in dem Band Vojaĝo al disiĝo (Reise in die Trennung) Sten Johansson kommentiert sie so: „Štimec arbeitet in einem scheinbar engen Rahmen, alltäglich, heimisch, in vertrautem Bereich, und ihr Ton ist persönlich, als spräche sie nur mit mir am Küchentisch. Kettfäden und Schussfäden verwebt sie ganz natürlich zum „großen Leben“, Liebe, Tod, Angst, Krieg, Politik.“
Im auch auf Deutsch erschienenen Erzählungsband Kroatischen Kriegsnachtbuch beschreibt sie Erlebnisse während des Kroatienkrieges. Sie schildert, was sie, Verwandte und Bekannte durchlebten. Im verdunkelten Badezimmer arbeitete sie am Computer, während Bomben auf Zagreb fielen. „Ich entschloss mich, diesen Krieg durchzustehen. Ich hoffte, es würde mir gelingen. Das Gebet, dass auch meine Friedensliebe überleben möge, erschien mir nächtens wie eine selbstsüchtige Forderung,…“, schrieb sie, und weiter: „In der Welt um mich, die sich mit keinen anderen Mitteln als mit Waffen zu verteidigen weiß, erregt der Hass auf den Hass Verdacht. Ob ich wohl patriotisch genug bin, ich, die ich nach wie vor kyrillisch Geschriebenes hochachte? Ich, die ich nach wie vor glaube, dass Waffen die Welt nicht besser machen werden.“
Ihr Erzählungsband La Australia pupo (Die australische Puppe) wurde 1997 aus Anlass des Esperanto-Weltkongresses in Adelaide (Australien) veröffentlicht. Sie verarbeitete darin Erinnerungen an ihre nach Australien ausgewanderte Großmutter.
Štimec verfasste auch Theaterstücke: Gastamo (Gastfreundschaft) wurde beim 67. Esperanto-Weltkongress (UK) in Antwerpen 1982 uraufgeführt, Virino flustris en uragano beim 71. UK in Peking 1986.
Werke von Štimec wurden aus dem Esperanto in andere Sprachen übersetzt, beispielsweise: Tena und Tilla ins Japanische, Kroata milita noktlibro ins Deutsche, Französische, Isländische und Englische, Nesenditaj leteroj al Japanio ins Japanische und Chinesische, Aüstralia pupo ins Englische.

## Werke

### Kroatischsprachige Schriften
- Dom u Srjednoj Europi. Hrvatskozagorsko književno društvo, Klanjec/Hrašćina, 2016. (Sammlung von Erzählungen, z. T. aus dem Esperanto übersetzt,)

- mit N. Rašić und I. Borovećki: Cent jaroj de kroata literaturo en Esperanto / 100 godina hrvatske književnosti na esperantu 1908-2008. Hrvatski savez za esperanto, Zagreb 2008. (100 Jahre kroatische Literatur in Esperanto, zumeist kroatischsprachige Essays).

### Esperantosprachige Werke

#### Romane
- Ombro sur interna pejzaĝo. (Schatten auf der Landschaft der Seele). Edistudio, Pisa 1984, 2. Auflage 1996.
- Tena:Hejmo en mezeŭropo (eine Heimat in Mitteleuropa, Familienchronik). Pro Esperanto, Wien 1996.
- Tilla. Edistudio, Pisa 2002.
- Hodler en Mostar. Edistudio, Pisa 2006.

#### Erzählungen
- Nesenditaj leteroj el Japanio.(Nicht abgeschickte Briefe aus Japan. Ein persönlicher Reisebericht). Hukuoka Esperanto-Societo, Zagreb – Hukuoka 1990.
- Vojaĝo al disiĝo. (Reise zur Trennung. Erzählungen), Hungara Esperanto-Asocio, Budapest 1990.
- Geografio de miaj memoroj. (Geografie meiner Erinnerungen. Erzählungen). Pro Esperanto, Wien 1992.
- Kroata milita noktlibro. (Kroatisches Kriegsnachtbuch. Erzählungen). Serio originala literaturo 6. Pro Esperanto, Wien 1993.
- Kroatisches Kriegsnachtbuch. Ferdinand Schöningh, Paderborn, München, Wien, Zürich.
- Aüstralia Pupo. (Die australische Puppe. Erzählungen). IKS, Zagreb 1997.

#### Theaterstücke
- Gastamo. (Gastfreundschaft). FEL, Antwerpen 1982.
- Virino kiu flustris en uragano. (Eine Frau, die im Orkan geflüstert hat). In: Fonto Nr..65 (Mai 1986), S. 3–16..

#### Lehrbuch
- Mit R. Imbert, I. Špoljarec, Z Tlšlar: Esperanto: Udžbenik Medunarodnog jezika. Međunarodni centar za usluge u kulturi, Zagreb 1984, 6. Auflage.

#### Redaktion
- Kroatia poezio. Komp. Ivan Krtalić, red. Spomenka Štimec. IKS, Zagreb 1983.

## Auszeichnungen
- In den Belartaj Konkursoj von UEA (Wettbewerb der Schönen Künste erhielt sie 2 erste und 3 dritte Preise sowie 2 ehrende Erwähnungen)
- Premio Clelia Conterno (1985)
- Esperanto-Kulturpreis FAME der Stadt Aalen (1984)
- OSIEK-Premio (2009)
- Premio Das Werk des Jahres 2002 (Tilla) und 2006 (Hodler en Mostar)
- UEA-Diplom für Herausragendes Künstlerisches Schaffen (2012)